# 完新世の気候最温暖期
完新世の気候最温暖期（かんしんせいのきこうさいおんだんき）は、およそ7,000年前から5,000年前の間の完新世で最も温暖であった時期を指す。他にヒプシサーマル（hypsithermal）、気候最適期、最暖期、気候最良期、最温暖期、最適気候、クライマティック・オプティマム（climatic optimum）とも呼ばれている。温暖な状態が続いた後は2,000年前位までにかけて徐々に気温が低下していった。

## 世界的な影響

異なった地点で再現された完新世の温度変化とその平均。最も右が現在

完新世の気候最温暖期は、北極付近では4℃以上上昇した（シベリアでは冬に3-9℃、夏に2-6℃というデータもある;Koshkarova、2004）。ヨーロッパ北西では温暖になったが、南部では寒冷化していた（Davis、2003）。
年平均気温の変化は緯度が高いほど顕著に現れ、基本的に低・中緯度ではあまり変化が無かった。熱帯のサンゴ礁では1℃に満たない程度である。世界平均では、おそらく20世紀半ばと比較して（緯度による違い、季節性、応答パターンの違いを見積もって）0.5-2℃温暖だったと言われている。
はるか離れた南半球（ニュージーランドや南極など）での完新世で最も温暖になったのは、およそ8,000年前から1万500年前の間、最終氷期が終わって間もなくである（Masson、2001およびWilliams、2004）。6,000年前までの温暖期は北半球の気候最温暖期と関連付けるのが普通だが、これらの地域では当時既にほぼ現在と同じ気温に達しており、北の気温変化とは関連が無いとされている。しかし、何人かの研究者は、南で早くに起きた温暖化も完新世気候最温暖期とみなしている。

## ミランコビッチサイクル

太陽黒点の過去11000年の活動。右が現在

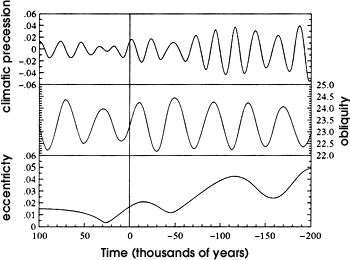
ミランコビッチサイクル。縦軸は上から地軸の歳差運動、 地軸の傾き、軌道離心率。横軸は時間（千年）。「0」の線のやや右が気候最温暖期にあたる。

この気候事件は、おそらく地球軌道の変化で簡単に説明が付き、最終氷期終了の延長的な現象と思われる。
9,000年前、軌道要素では地軸の傾き（グラフobliquity）が24°で、極域の夏に最も太陽が近づいており（近日点、グラフの偏心率 eccentricity）、北半球が受ける日射量が極大となる。ミランコビッチ要素の計算からは、更に北半球の夏の日射量がより増加し、より熱せられるという結果が導かれる。また、太陽黒点の活動も活発な時期であった。この結果、雷を伴った嵐が活発な熱帯収束帯と呼ばれる地域が南へシフトしたと予想される。
しかし軌道要素の計算結果は北半球で発見された気候の極大反応より数千年早い。この遅れは 地球が最終氷期から脱する時からの気候の継続的な変化や、氷のフィードバック効果と関連した結果であろう。気候変動が異なった地域ではしばしば時期がずれたり、その継続期間も異なるということを考察する際にも同様である。幾つかの地点のこのイベントに伴う気候変化は、早くておよそ9,000年前から始まったり、4,000年前まで継続している場所もある。更に付け加えると、北半球から離れた南半球の最温暖期は、北半球の温暖化に先立ち非常に早く起きている。

## その他の変化
ほとんどの低緯度地域ではそれほど著しい気温変化は見られ無かったが、他の面での気候の変化は報告されている。アフリカやオーストラリアでは湿潤になり、特にアフリカを襲うモンスーンが強力になったために現在サハラ砂漠の広がる場所は緑の植生が広がっていた。アメリカ中西部は砂漠に近い状態であった。南アメリカのアマゾン周辺では気温が上がり、乾燥化した（Mayle、2004）。

## 海水準
この時期は最終氷期終了以降、もっとも北半球の氷床が融けていたため、世界的な海水準が最も上昇していた。この海水準の上昇は日本では「縄文海進」と呼ばれ、海面が今より3～5メートル高かったと言われている。日本列島の海に面した平野部は深くまで海が入り込んでいたことがわかっている。また、気候は現在より湿潤で年平均で1～2℃気温が高かった。

## 引用文献
- en:Holocene climatic optimum 08:05, 2 Apr 2005 (UTC) を翻訳・加筆

1. ↑  “世界大百科事典内のクライマティック・オプティマムの言及”.   コトバンク. 2018年2月10日閲覧。
2. ↑  V.L. Koshkarova and A.D. Koshkarov (2004). “Regional signatures of changing landscape and climate of northern central Siberia in the Holocene”. Russian Geology and Geophysics 45 (6):  672–685.
3. ↑  B.A.S. Davis, S. Brewer, A.C. Stevenson, J. Guiot (2003). “The temperature of Europe during the Holocene reconstructed from pollen data”. Quaternary Science Reviews 22:  1701–1716. doi:10.1016/S0277-3791(03)00173-2.
4. ↑  Masson, V., Vimeux, F., Jouzel, J., Morgan, V., Delmotte, M., Ciais,P., Hammer, C., Johnsen, S., Lipenkov, V.Y., Mosley-Thompson, E.,Petit, J.-R., Steig, E.J., Stievenard,M., Vaikmae, R. (2000). “Holocene climate variability in Antarctica based on 11 ice-core isotopic records”. Quaternary Research 54:  348–358. doi:10.1006/qres.2000.2172.
5. ↑  P.W. Williams, D.N.T. King, J.-X. Zhao K.D. Collerson (2004). “Speleothem master chronologies: combined Holocene 18O and 13C records from the North Island of New Zealand and their paleoenvironmental interpretation”. The Holocene 14 (2):  194–208. doi:10.1191/0959683604hl676rp.
6. ↑  Francis E. Mayle, David J. Beerling, William D. Gosling, Mark B. Bush (2004). “Responses of Amazonian ecosystems to climatic and atmospheric carbon dioxide changes since the Last Glacial Maximum”. Philosophical Transactions: Biological Sciences 359 (1443):  499–514. doi:10.1098/rstb.2003.1434.